# Выходцева, Евгения Дмитриевна
Евге́ния Дми́триевна Вы́ходцева (25 октября 1922, Загорск Московская область, РСФСР — 28 июня 2016, Санкт-Петербург, Российская Федерация) — музыкальный и общественный деятель. Известна в хоровом мире России и зарубежья.

## Биография
С 1924 года жила в Ленинграде — Санкт-Петербурге;
- Всю войну с 1941 по 1945 работала в блокадном Ленинграде на заводе (рабочая и секретарь комсомольской организации);
- 1946—1948 гг. — обучалась в Высшей школе профсоюзов;
- 1948—1953 гг. — заместитель директора Выборгского Дворца культуры;
- 1953—1967 гг. — директор Дома композиторов (Ленинградской организации Союза композиторов);
- 1967—1972 гг. — директор Ленинградской академической капеллы им. М. И. Глинки;
- 1972—1974 гг. — директор Ленинградского Дома Дружбы;
- С апреля 1974 г. являлась заместителем Председателя Ленинградского Хорового общества (ныне — Музыкального общества Санкт-Петербурга);
- 1993—2003 гг. — директор концертного зала Академической капеллы Санкт-Петербурга;

С 1999 г. организовывала и проводила фестиваль «Барбершоп гармония».

## Проекты
- концерты-премьеры молодых ленинградских композиторов;
- поездка хора Академической капеллы по Сибири и Дальнему Востоку;
- конференции по организации хоровых обществ в районах города;
- всероссийские фестивали «Невские хоровые ассамблеи»;
- концерты, составленные из блоков детских, студенческих, любительских, профессиональных хоров и хоров ветеранов ВОВ и труда в Капелле и Большом Зале Филармонии;
- идея дать жизнь, как концертным площадкам, Смольному, Казанскому и Исаакиевскому соборам (с 90-х годов зазвучали почти все соборы, церкви и костёлы Санкт-Петербурга);
- поддержка любительских, студенческих, детских хоров, хоров ветеранов ВОВ и труда;
- массовые праздники на Дворцовой площади и у стен Петропавловской крепости с участием ведущих любительских и профессиональных хоров и военных оркестров;
- летние концерты во «Дворах Капеллы»;
- цикл концертов на открытие после ремонта концертного зала Капеллы — марафон детских, студенческих, любительских хоров и хоров ветеранов ВОВ и труда;
- концерты-встречи хоров и оркестров Санкт-Петербурга и США;
- десять концертов и мастер-классов в рамках программ «Барбершоп гармония».

## Награды
- Заслуженный деятель искусств Российской Федерации
- Медаль «За оборону Ленинграда»
- Медаль «За доблестный труд в Великой Отечественной войне 1941-1945 гг.»
- Медаль «За победу над Германией в Великой Отечественной войне 1941-1945 гг.»
- Почётный член Всероссийского Хорового общества
- Почётный член Петровской академии
- Почётный гражданин штата Небраска (США)
- Медаль Санкт-Петербургской епархии

## Источник
- Воробьёва О. Евгения Дмитриевна Выходцева. Интервью журналу «Театральный Петербург» 15 марта 2003 (текст на theart.ru (недоступная ссылка)).
- Евгения Дмитриевна Выходцева. Биографическая справка из буклета к юбилейному концерту Е.Д.Выходцевой 3 февраля 2008 (текст на otgoloski.com).